# Зграда гимназије „Јован Јовановић Змај” у Новом Саду
Зграда Гимназије „Јован Јовановић Змај“ у Новом Саду је саграђена 1900. године, налази се у Улици Златне греде 4 и представља непокретно културно добро као споменик културе од великог значаја.
Зграда је подигнута средствима барона Милоша Бајића и других добротвора по пројекту архитекте Владимира Николића, на месту Српске православне велике гимназије из друге половине 18. века. Налази се уз Саборну цркву и Владичански двор. Грађена је у духу еклектицизма, са елементима карактеристичним за српску романтичарску архитектуру, са основом у облику ћириличног слова „П”, има подрум, високо приземље и спрат.
Основна декорација изведена је вертикалном градацијом рустике и украса тосканског типа. Приземни део је изведен у имитацији тесаних квадера, док је главна фасада рашчлањена са три ризалита који су надвишени куполама. Хоризонтална подела наглашена је спратним, потпрозорским и кровним венцем. Ентеријер грађевине, распоред просторија, кабинета и учионица, прилагођен је намени објекта. Лепотом и богатством штуко декорације издваја се свечана сала на првом спрату.
Конзерваторско-рестаураторски радови вршени су у више наврата: 1984–1985, 2003, 2005. и 2006. године.